# تاج الإمبراطورة أوجيني

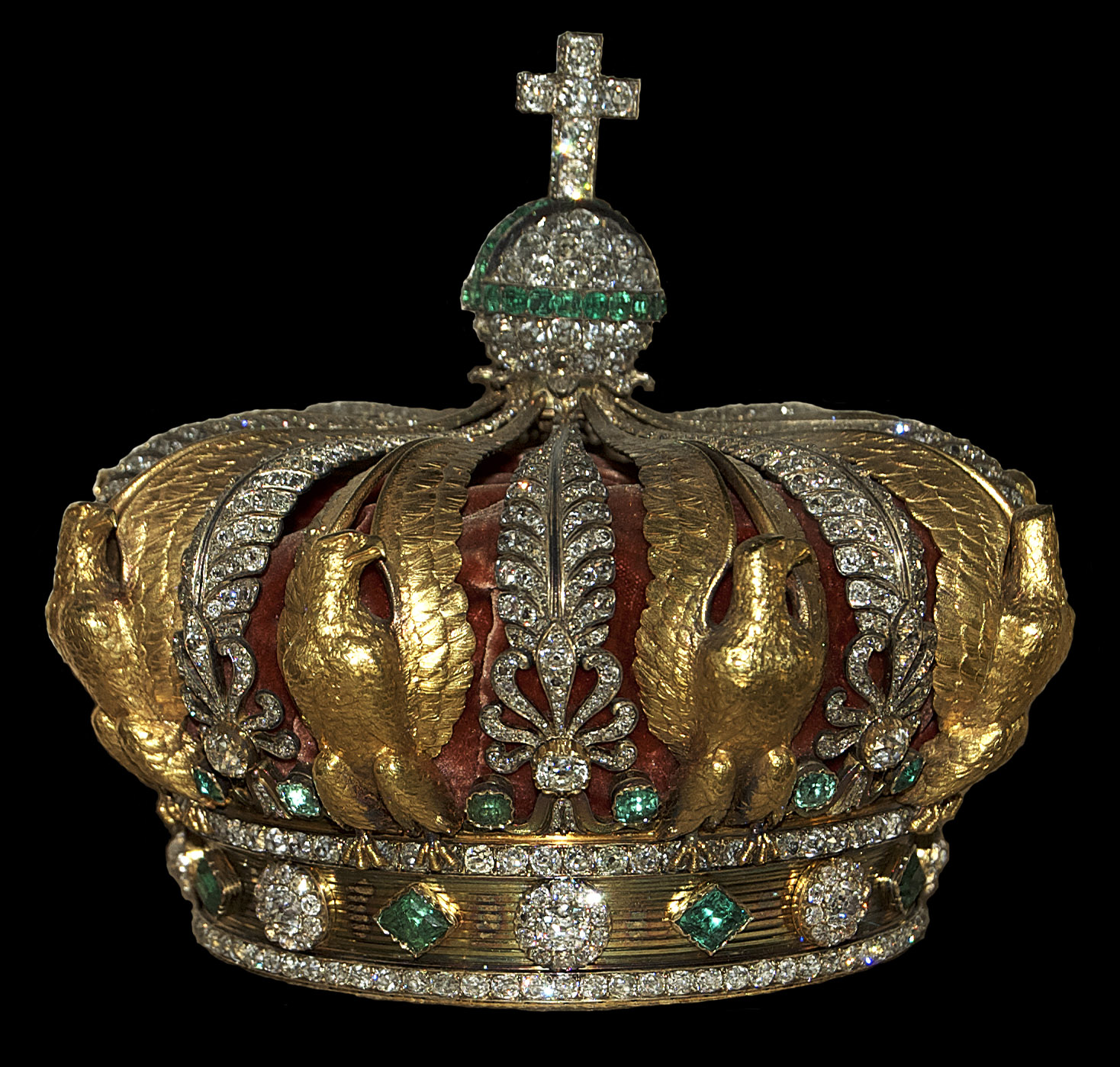
تاج الإمبراطورة أوجيني

تاج الإمبراطورة أوجيني هو تاج القرينة الذي صنع لأوجيني دي مونتيجو، الإمبراطورة قرينة نابليون الثالث، إمبراطور الفرنسيين. على الرغم من أنها أو زوجها لم يقيما حفل تتويج، فقد صنع تاج خصيصًا لها بمناسبة المعرض العالمي في باريس عام 1855. التاج الذهبي مرصع بالماس والزمرد على شكل نسر وسعف النخيل، ويتوج بكرة.
وفي نفس الفترة، تم صنع تاج لنابليون الثالث، والذي كان يُعرف باسم تاج نابليون الثالث. بعد الإطاحة بزوجها في عام 1870، في أعقاب الحرب الفرنسية البروسية، عاشوا في المنفى في تشيسلهيرست في إنجلترا . توفي في يناير 1873، وتوفيت في يوليو 1920.
تم بيع معظم جواهر التاج الفرنسي من قبل الجمهورية الثالثة في عام 1885، بما في ذلك تاج نابليون الثالث. ومع ذلك، تم إرجاع تاج الإمبراطورة أوجيني إلى الإمبراطورة السابقة، التي ورثته للأميرة ماري كلوتيلد بونابرت. وفي عام 1988، طرحت التاج للبيع بالمزاد العلني، وبعد ذلك تبرع بها روبرتو بولو إلى متحف اللوفر في باريس، حيث يعرض هناك حاليًا.

## روابط خارجية
- تاج الإمبراطورة أوجيني على موقع متحف اللوفر.